# Reiterstandbild des Großen Kurfürsten

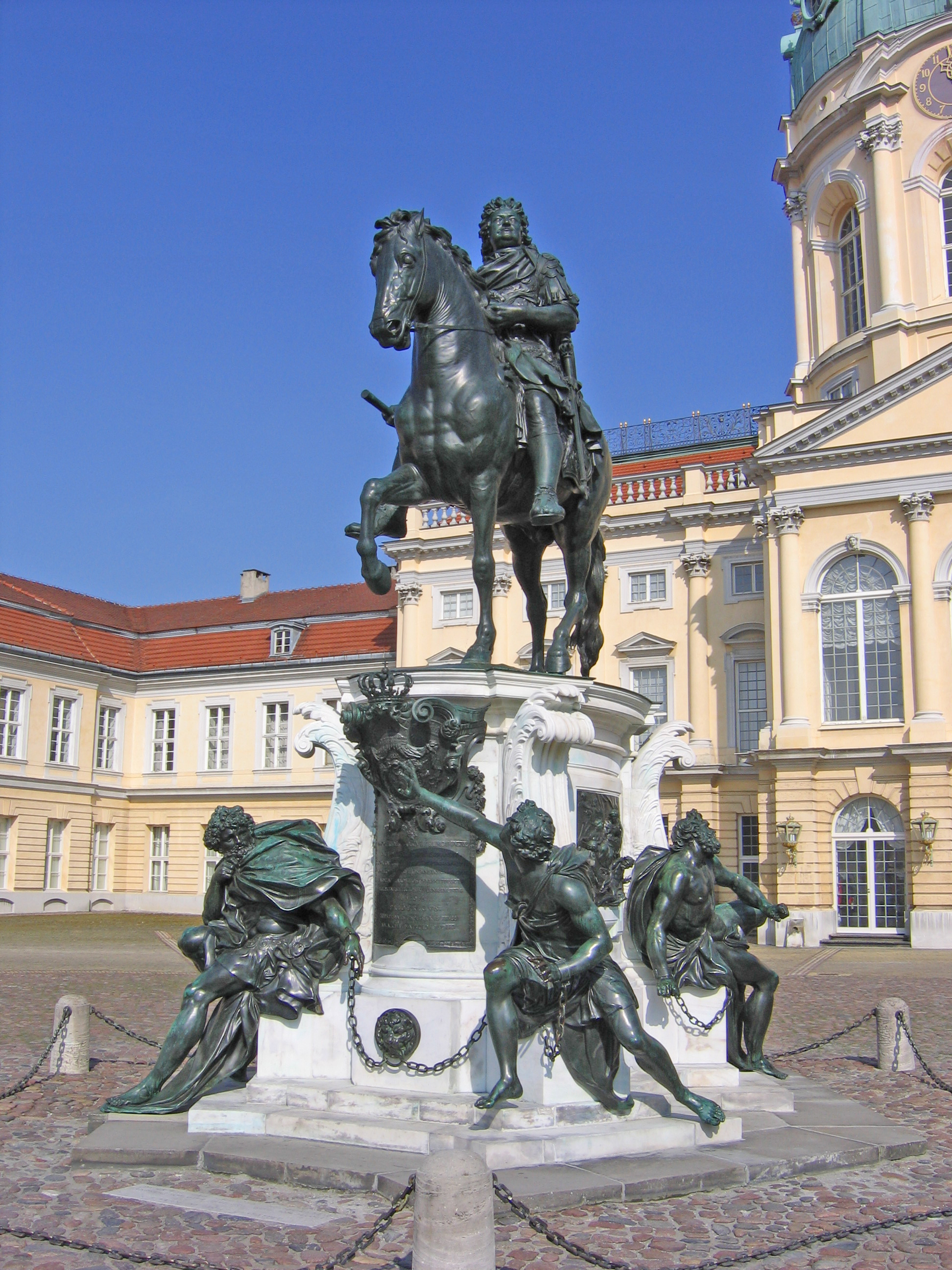
Reiterstandbild des Großen Kurfürsten im Ehrenhof des Schlosses Charlottenburg

Das Reiterstandbild des Großen Kurfürsten in Berlin erinnert an Kurfürst Friedrich Wilhelm von Brandenburg, genannt der Große Kurfürst. Ab 1696 von Andreas Schlüter entworfen und bis 1700 von Johann Jacobi ausgeführt, wurde es 1703 auf dem Mittelbogen der Langen Brücke errichtet. Im Zweiten Weltkrieg ausgelagert, wurde das Reiterstandbild 1951 im Ehrenhof des Schlosses Charlottenburg aufgestellt. Es gehört zu den bedeutendsten Werken des europäischen Barock.

## Beschreibung

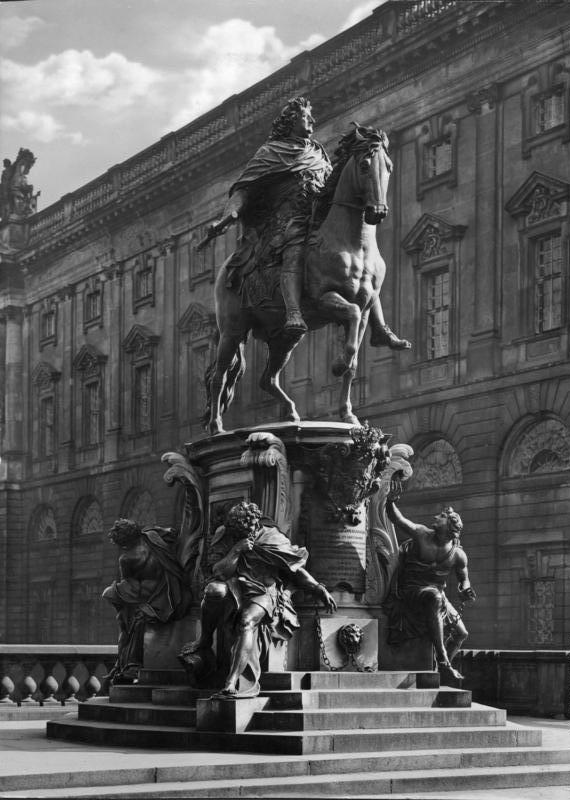
Reiterstandbild auf der Kurfürstenbrücke, dahinter der Marstall

Das insgesamt 5,60 Meter hohe Reiterstandbild des Großen Kurfürsten, eines der bedeutendsten Werke des europäischen Barock, ist nur im Zusammenhang mit seinem ursprünglichen Standort auf der Langen Brücke verständlich. Dort bezog es sich auf das Berliner Schloss, den Schlossplatz, die Königstraße und die Spree. Die ruhig sitzende Hauptfigur und die Bewegung der Nebenfiguren ergeben ein dramatisches Gesamtbild. Als Vorbilder zu dieser Skulptur dienten das Reiterstandbild König Heinrichs IV. auf dem Pont Neuf am Place Dauphine in Paris und das Reiterstandbild Mark Aurels auf dem Kapitolsplatz in Rom.
Die 2,90 Meter hohe Bronzeplastik stellt Kurfürst Friedrich Wilhelm von Brandenburg in römisch-barocker Kleidung zu Pferd dar, in der inken Hand die Zügel und in der rechten Hand den Feldherrnstab haltend. Den Brustpanzer des Reiters schmücken eine Minerva und Medusenhäupter, die Satteldecke des Rosses ein Adler und Blitzbündel. Das Zepter des Erzkämmerers des Heiligen Römischen Reiches steckt in der Scheide am Gürtel. Die Hauptfigur wurde von Andreas Schlüter ab 1696 entworfen und von Johann Jacobi bis 1700 ausgeführt. Den 2,70 m hohen Marmorsockel des Reiterstandbildes zieren Plastiken und Reliefs. Die Bronzeplastiken an den Ecken stellen Allegorien auf die besiegten Länder Schweden, Frankreich, Polen und die Türkei dar. Die Nebenfiguren wurden von Schlüter ab 1696 entworfen und von seinen Gehilfen Friedrich Gottlieb Herfert, Cornelius Heintzy, Johann Hermann Backer und Johann Samuel Nahl bis 1709 ausgeführt. Die Bronzereliefs an den Seiten stellen vorn eine lateinische Inschrift unter dem königlichen Wappen, links und rechts Allegorien auf die beherrschten Gebiete Brandenburg und Preußen dar. Im Jahr 1709 hatte Johann Friedrich Wentzel sie entworfen, Backer und Nahl haben sie ausgeführt.
Die deutsche Übersetzung der lateinischen Inschrift lautet:

„Dem erhabenen Friedrich Wilhelm dem Großen / dem Erzkämmerer des Heiligen Römischen Reiches und Kurfürsten von Brandenburg / seinem, des Vaterlandes und der Heere Vater, dem besten, größten und berühmten / da er ein unvergleichlicher Held, zu seinen Lebzeiten die Liebe des Erdkreises / ebenso wie der Schrecken der Feinde gewesen / hat dieses Monument des Gedenkens und ewigen Ruhmes / freudig und nach Verdienst errichtet / Friedrich / der erste König in Preußen aus seinem Stamm / im Jahr nach Christi Geburt 1703.“

## Geschichte

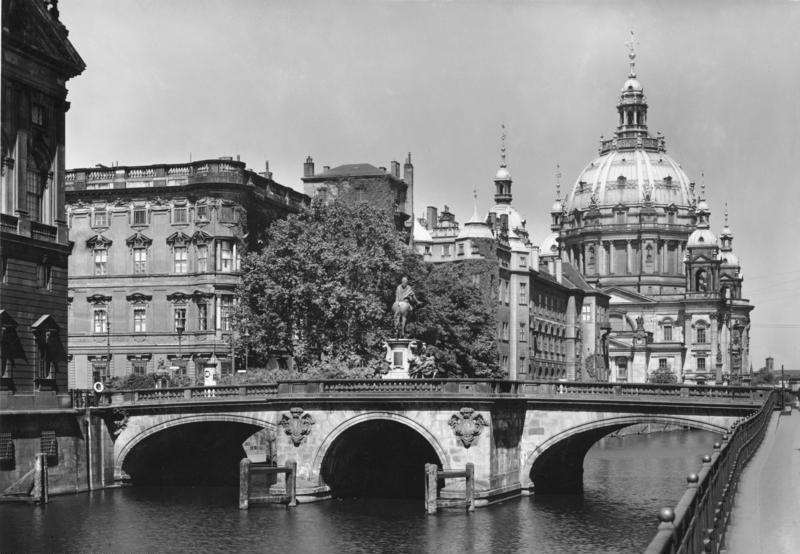
Reiterstandbild auf der Kurfürstenbrücke, dahinter das Schloss und der Dom

Im Zusammenhang mit dem Bau der Langen Brücke von Johann Arnold Nering in den Jahren 1692 bis 1694 erteilte Kurfürst Friedrich III. von Brandenburg, der spätere König Friedrich I. in Preußen, den Auftrag, auf dem Mittelbogen ein Reiterstandbild zu Ehren seines Vaters Kurfürst Friedrich Wilhelm von Brandenburg, genannt der Große Kurfürst, zu errichten. Das Denkmal wurde von Andreas Schlüter ab 1696 entworfen und von Johann Jacobi bis 1700 ausgeführt, wobei der erfolgreiche Bronzeguss in einem Stück europaweite Beachtung fand. Am 6. Mai 1701, dem Einzugstag des Königs, wurde zunächst eine vergoldete Gipsfassung der Hauptfigur auf dem Mittelbogen der Langen Brücke aufgestellt; am 11. Juli 1703, dem Geburtstag Friedrichs I., dann die vollendete Bronzefassung der Hauptfigur, und 1709 schließlich die Nebenfiguren und Reliefs. Bis zur Aufstellung der Nebenfiguren zierten den Sockel flache Voluten, seitdem schmücken ihn gewölbte Voluten. Beim Bau der Kurfürstenbrücke in den Jahren 1894–1896 wurde der Sockel erneuert.

1904 wurde in der Großen Kuppelhalle des Kaiser-Friedrich-Museums, des späteren Bode-Museums, eine von der WMF im Galvanisierungsverfahren hergestellte Kopie des Reiterstandbildes und der Reliefs auf dem Original des Sockels aufgestellt. Das hintere Relief mit der Inschrift 

„Errichtet / unter / König Friedrich I. / im Jahre 1703. / Der Sockel erneuert / unter / Kaiser Wilhelm II. / im Jahre 1896.“

 befand sich ursprünglich an der Kopie des Sockels. Im Zweiten Weltkrieg wurde das Reiterstandbild 1943 abgebaut und auf dem Wasserweg nach Ketzin/Havel ausgelagert. Beim Rücktransport 1947 versank es im Tegeler See (Borsighafen) und wurde erst 1949 geborgen, bevor es 1951 im Ehrenhof des Schlosses Charlottenburg aufgestellt wurde.
Seit der deutschen Wiedervereinigung wird darüber diskutiert, das Reiterstandbild des Großen Kurfürsten an seinen ursprünglichen Standort zurückzuführen. Dies befürworten unter anderem die Internationale Expertenkommission Historische Mitte Berlin, die Gesellschaft Historisches Berlin, der Förderverein Berliner Schloss und der Historiker Götz Aly.

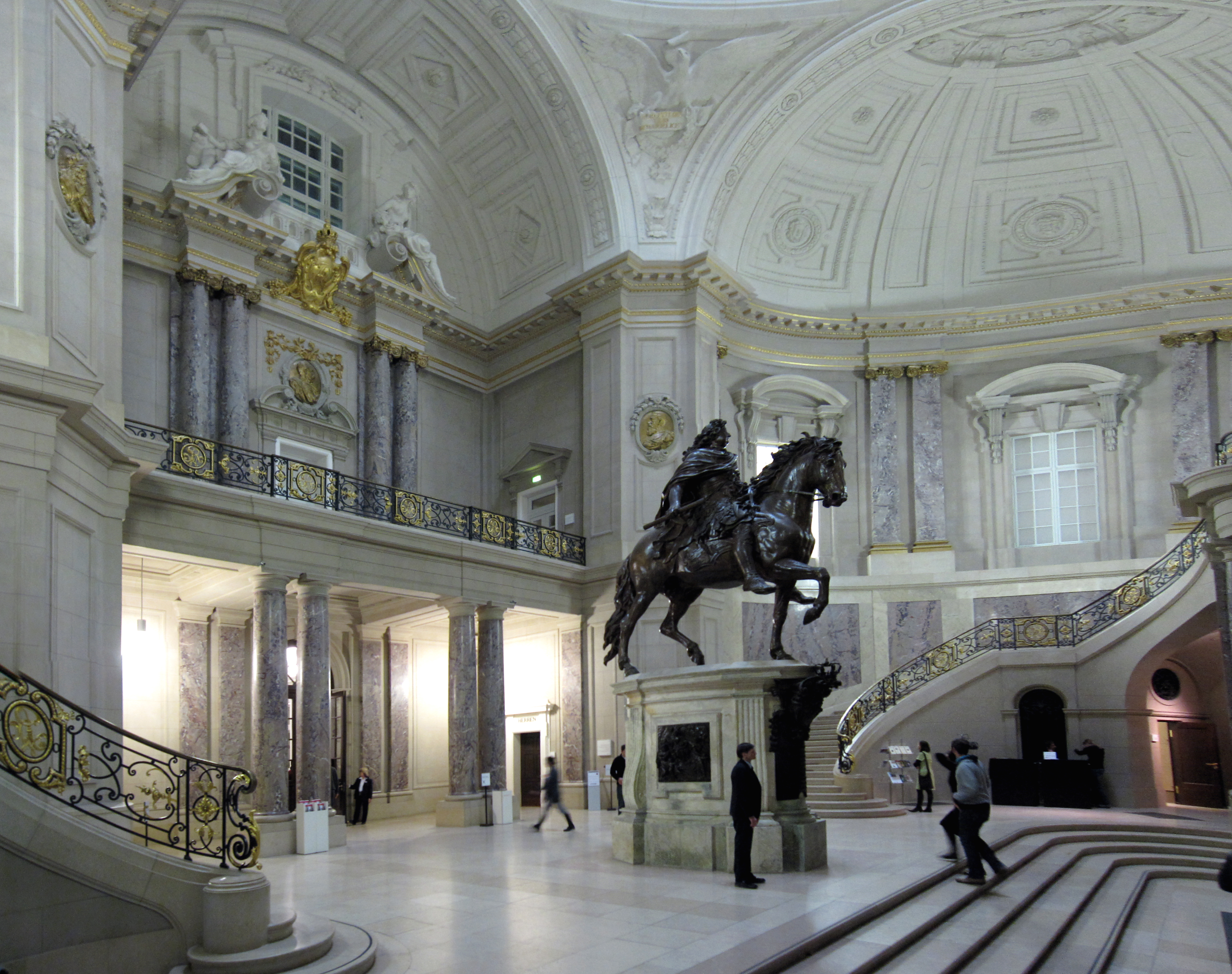
Figurenkopie und Sockeloriginal im Bode-Museum
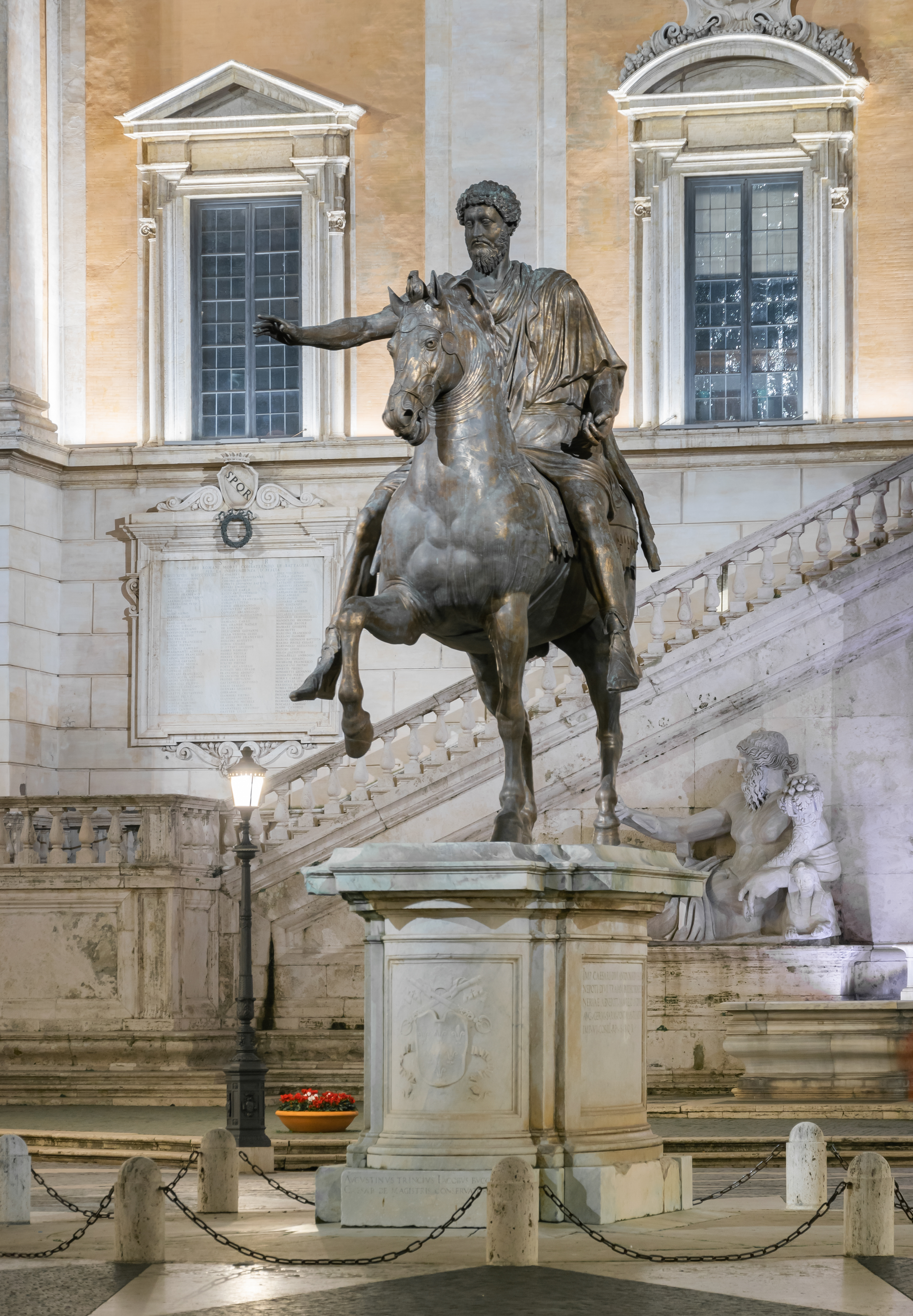
Reiterstatue Mark Aurels in Rom
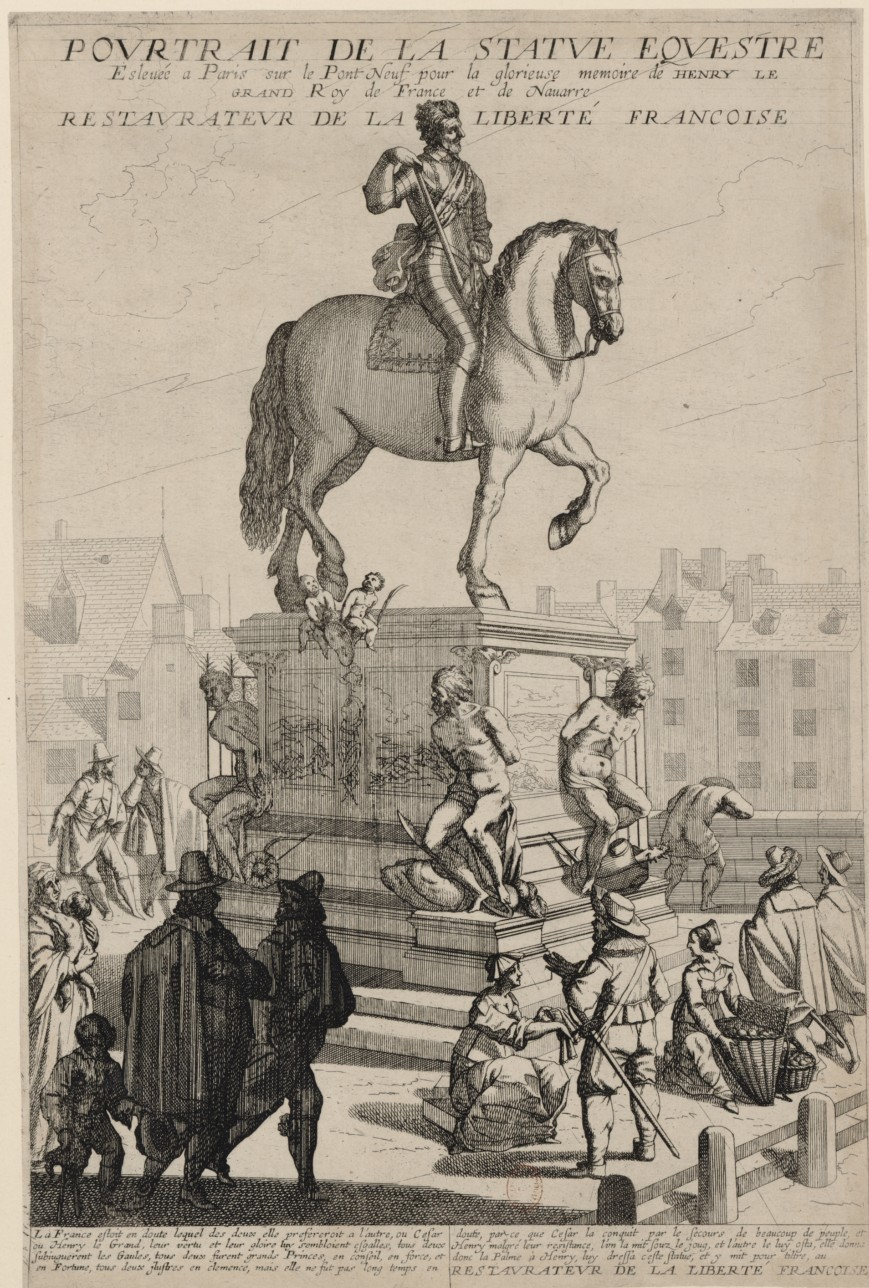
Ehemaliges Reiterstandbild Heinrichs IV. in Paris

## Kopien und in Medien
Kaiser Wilhelm II. stiftete 1902 eine Gipskopie des Reiterstandbilds für das Germanische Museum der Harvard-Universität in Cambridge, USA.
Im Foyer des Bode-Museums in Berlin steht eine weitere Kopie des Reiterstandbildes.
Der mexikanische Staat stiftete 2015 eine Gipskopie des Reiterstandbilds für das Internationale Museum des Barock in Puebla, Mexiko.
Das Reiterstandbild wurde im Briefmarkenjahrgang der Stadt Berlin 1956 auf der Marke zu einer Mark und der Kopf im Briefmarkenjahrgang 1967 auf der Marke zu 20 Pfennig abgebildet.